# Ilex vomitoria
Ilex vomitoria là một loài thực vật có hoa trong họ Aquifoliaceae. Loài này được Aiton mô tả khoa học đầu tiên năm 1789.

## Hình ảnh

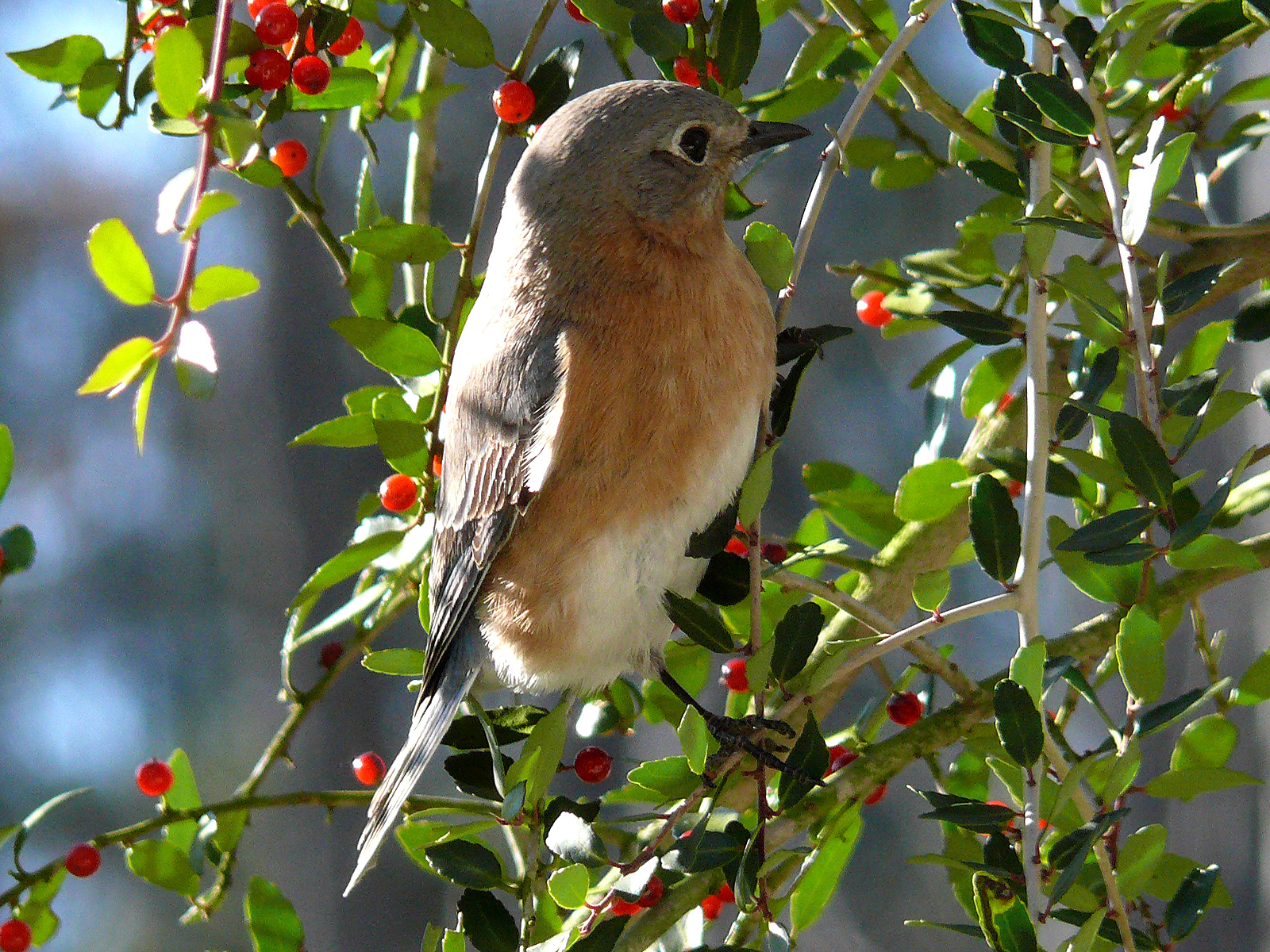
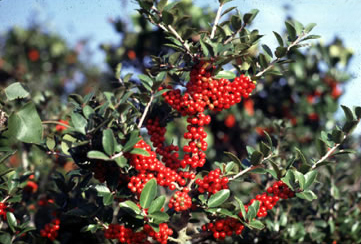
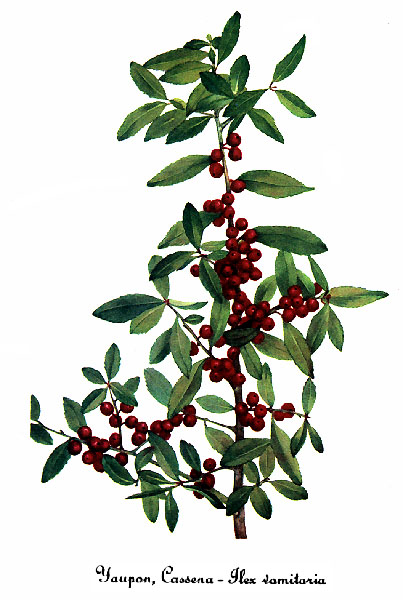
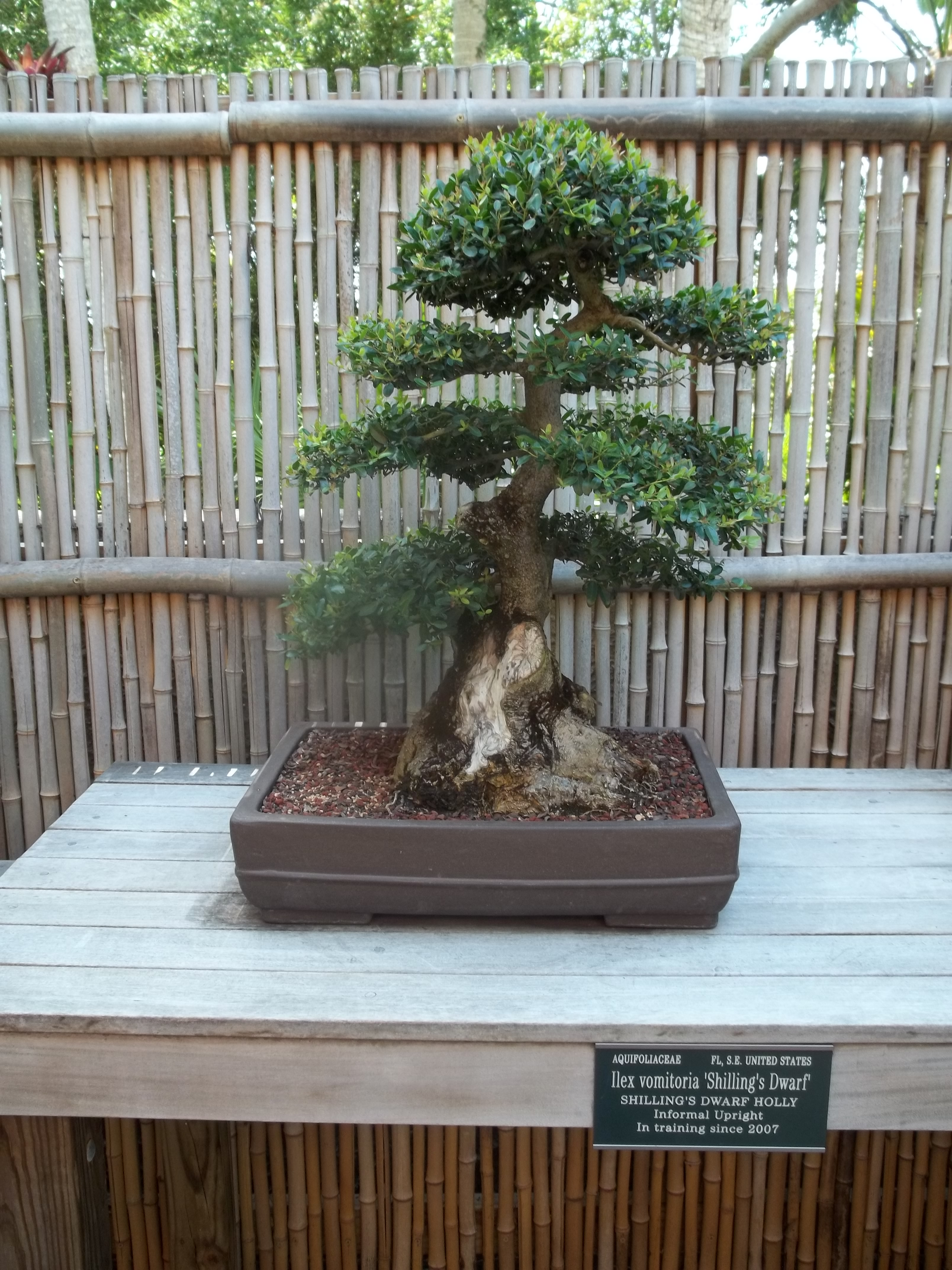